# Crveni patuljak
 Ovo je glavno značenje pojma Crveni patuljak. Za druga značenja pogledajte Crveni patuljak (TV serija).
Crveni patuljak je zvijezda 2 do 10 puta manje mase od Sunca, površinske temperature od 2 500 do 3 800 K. Crveni patuljci polako troše svoje nuklearno gorivo (pretvaraju vodik u helij), zrače 10 do 10 000 puta slabije od Sunca i mogu jako dugo trajati. U zvijezdi kojoj je masa 0,3 Sunčeve mase, za milijardu godina u nuklearnim pretvorbama sudjeluje samo 1% mase. U tu se skupinu ubraja najveći broj zvijezda (na primjer Barnardova zvijezda, Proksima Centaura).

## Svojstva
Crvene zvijezde su dio glavnog niza i spektralnog tipa M. Imaju između 8 i 57 % Sunčeve mase. Da imaju manju masu, ona ne bi bila dovoljno velika da pokrene nuklearnu fuziju vodika u jezgri i postao bi smeđi patuljak. Zvijezde s malo većom masom su narančasti patuljci spektralnog tipa K. Masa tipičnog crvenog patuljka spektralnog tipa M je oko 10 % mase Sunca, ima oko 10 % polumjera Sunca. Kako crveni patuljak nije jako masivan, fuzija vodika u centru zvijezde događa se jako sporo, a zbog toga je i stvaranje energije nisko. Temperatura tih zvijezda je oko 2 200 do 3800 K (Sunce ima temperaturu oko 5 778 K na površini). Zato te zvijezde emitiraju većinom infracrveno svjetlo. Prijenos energije iz središta do površine nastaje samo preko konvekcije jer je gustoća crvenog patuljka veća u odnosu na Sunce (zbog manjeg tlaka svjetla i niže temperature). Fotoni stvoreni u središtu nikad ne dođu do površine.

### Daljnji razvoj
Promjena vodika u helij u središtu zvijezde zbog manjeg tlaka se sporije dešava nego na primjer u Suncu, životni vijek takve zvijezde može trajati od nekoliko desetaka milijardi godina do nekoliko bilijuna godina. To je i jedan od razloga zašto toliko tih zvijezda ima puno u svemiru. U trenutku kad je fuzija vodika u helij okončana zvijezda se sažima. Oslobođena gravitacijska energija pretvara se u toplinu. Ta nova energija se konvekcijom prenosi na površinu i tu omogućuje još jedno vrijeme takozvano gorenje oklopa, tijekom kojega se vodik opet pretvara u helij. Poslije toga crveni patuljak pređe u fazu bijelog patuljka, ali nikad u fazu crvenog diva jer mu je masa premalena.

### Motrenje
Crveni patuljci su slabog sjaja, pa na našem nebu ni jedan nije dovoljno sjajan da bi ga se vidjelo golim okom. Najbliža zvijezda (osim Sunca naravno) je crveni patuljak Proksima Centaura spektralnog tipa M5 i udaljena je 4,24 svjetlosnih godina. Od 30 najbližih zvijezda, 20 su crveni patuljci.

## Proksima Centaura
Proksima Centaura (lat. proxima: najbliža), Proxima Centauri ili Alfa Centaura C je zvijezda najbliža Suncu, udaljena 4,22 svjetlosnih godina, prividne magnitude 11,05. Nalazi se u trojnom sustavu zvijezde Alfa Centaura. Crveni je patuljak mase oko 8 puta manje od Sunčeve, oko 7 puta manjega promjera, oko 588 puta manjega i bljeskovito promjenljiva sjaja (bljeskovita zvijezda) i površinske temperature 3 042 K. Proksima Centaura b, Proxima Centauri b (ponekad jednostavnije Proxima b) je ekstrasolarni planet koji kruži oko crvenog Proksima Centaura. Udaljen je oko 4,2 svjetlosne godine (1,3 parsek) od Zemlje u zviježđu Centaur. To je najbliži poznati ekstrasolarni planet, ali je mala mogućnost da je naseljen sa živim svijetom.

## Barnardova zvijezda
Barnardova zvijezda je zvijezda s najvećim kutnim pomakom (10,3" godišnje) s obzirom na položaje drugih zvijezda. Nazvana je (1916.) po Edwardu Emersonu Barnardu, koji je prvi zapazio njezino kutno gibanje. Nalazi se u zviježđu Zmijonoscu, prividne je magnitude 9,54. Udaljena je od Zemlje 5,98 svjetlosnih godina. Crveni je patuljak (oko 15% Sunčeve mase) površinske temperature oko 3 100 K. Vrti se vrlo sporo, u 130 dana. Smatra se da je stara 7 do 12 milijardi godina te da pripada među najstarije zvijezde u Galaktici.

## Poveznice
- Spektralna klasa
- Zvijezde

## Vanjske poveznice
- Crveni Patuljci